# Batesia hypochlora
Batesia hypochlora är en fjärilsart som beskrevs av Felder 1862. Batesia hypochlora ingår i släktet Batesia och familjen praktfjärilar. Inga underarter finns listade i Catalogue of Life.

## Bildgalleri

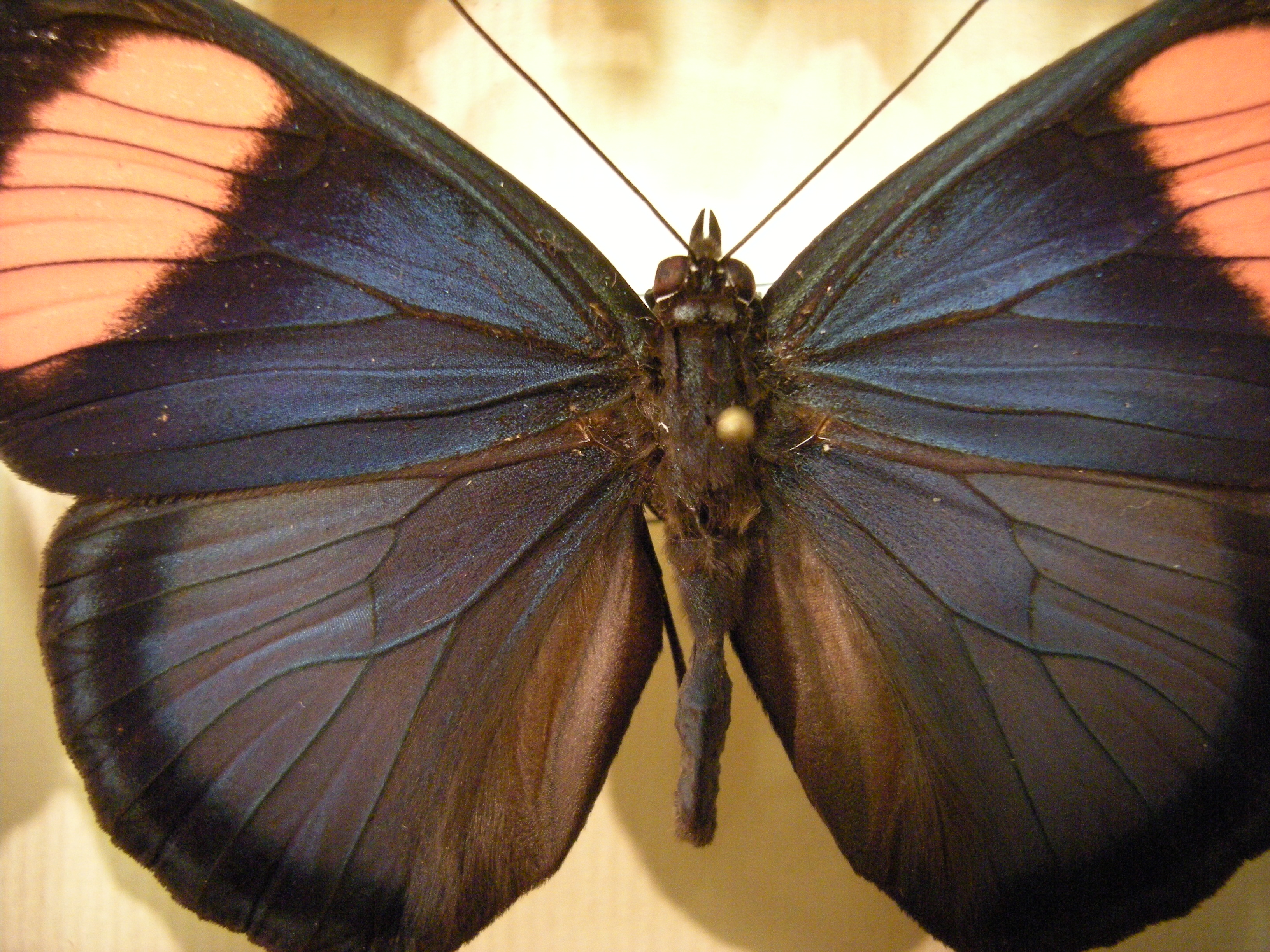
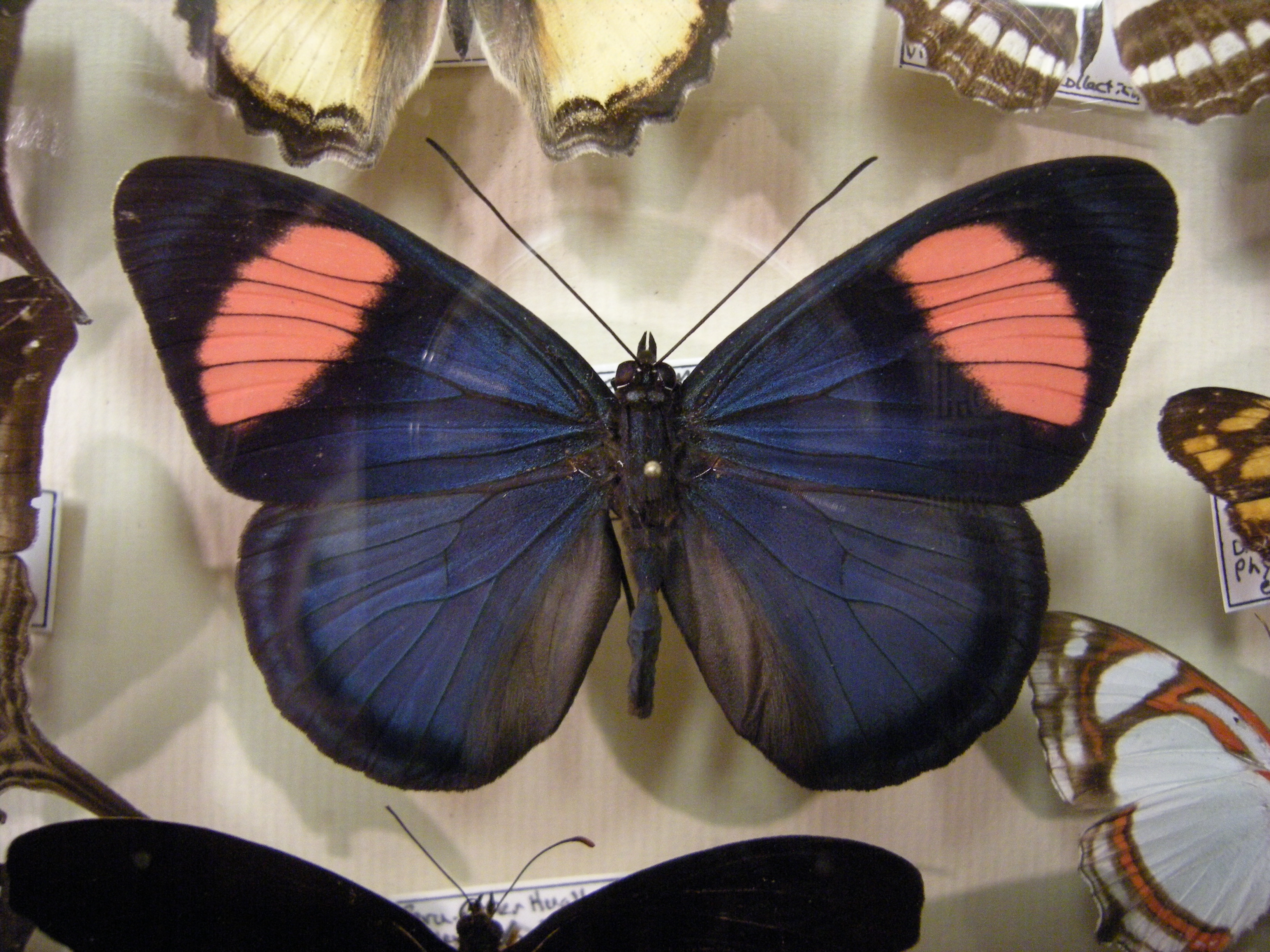
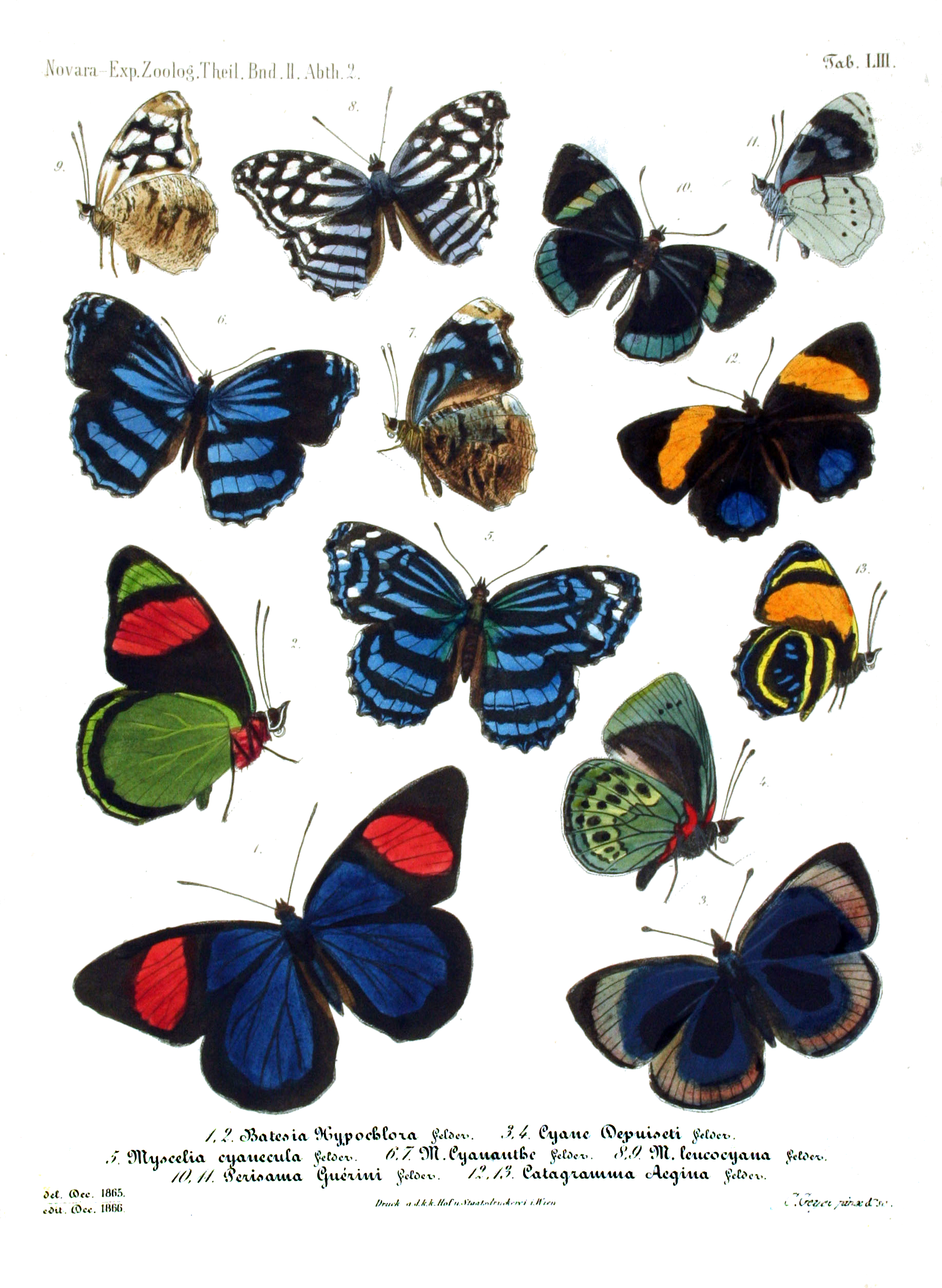